# Portia Woodmanová
Portia Woodmanová-Wickliffeová (za svobodna Portia Woodmanová, * 12. července 1991 Kawakawa) je novozélandská ragbistka, která hraje jako křídlo. V roce 2015 byla zvolena nejlepší sedmičkovou ragbistkou světa. O 2 roky později byla vybrána jako nejlepší patnáctková hráčka. Je zatím jediná, co dokázala být nejlepší ragbistkou světa v obou verzích ragby. Byla zvolena jako nejlepší sedmičková hráčka desetiletí a položila i nejlepší pětku desetiletí (2010–2019). V roce 2022 byla v nominaci na nejlepší hráčku v 15-ém ragby.
Za sedmičkovou reprezentaci odehrála 241 zápasů a položila 256 pětek (2013–2024). Je první ragbistkou, co položila 250 pětek ve Světové sedmičkové sérii. Získala dvě zlaté olympijské medaile z LOH 2020 a LOH 2024 a má stříbrnou medaili z LOH 2016. Na svém prvním olympijském turnaji položila nejvíce pětek (10) a nasbírala nejvíce bodů (50). Vyhrála sedmičkové mistrovství světa v roce 2013 a 2018. V prvním případě si připsala 60 bodů, což bylo nejvíce ze všech hráček. Následující šampionát (2022) prohrála se svou zemí ve finále proti Austrálii.
Jako hráčka v patnáctkovém ragby začala také v roce 2013. Na mistrovství světa 2017 a 2021 (konané v roce 2022) zažila zisk světového titulu. Na svém prvním MS položila nejvíce pětek (13) a nasbírala nejvíce bodů (65). Ve druhém případě dokázala znovu položit nejvíce pětek (7). V celé historii světových šampionátů položila 20 pětek, čímž překonala rekord Angličanky Sue Dayové. V květnu 2025 si připsala 45. pětku a stala se hráčkou, co za Nový Zéland položila nejvíce pětek. Je vítězkou Super Rugby s týmy Chiefs Manawa (2022) a Blues (2025).
Od roku 2022 je v manželském svazku s novozélandskou ragbistkou Renee Woodmanovou-Wickliffeovou. V mládí se Portia věnovala i atletice a netballu. Podle jejích slov jí tyto sporty pomohly být lepší ragbistkou.